# Trichopoda squamipes
Trichopoda squamipes là một loài ruồi trong họ Tachinidae.